# 埃斯基涅斯
埃斯基涅斯（英語：Aeschines，前390年—前314年）。古希腊演说家之一，曾主张与马其顿腓力二世和解。政治家狄摩西尼的政敌。早年出身贫寒，辗转各职。后与狄摩西尼一起参加政治活动并因为坚持与马其顿和解而被审判，后取得胜利。不久又与狄摩西尼交恶而被其击败，离开雅典。

## 资料
- 本条目包含来自公有领域出版物的文本: Chisholm, Hugh (编).  (第11版). London: Cambridge University Press. 1911.